# Phyllachora infectoria
Phyllachora infectoria är en svampart som beskrevs av Cooke 1885. Phyllachora infectoria ingår i släktet Phyllachora och familjen Phyllachoraceae.   Inga underarter finns listade i Catalogue of Life.